# Stress block
Con stress block ci si riferisce a uno dei 3 diagrammi di tensioni-deformazioni del calcestruzzo. In alternativa al diagramma parabola-rettangolo (il più comune) la normativa ammette l'uso del diagramma rettangolare equivalente, esteso a 0.8 volte l'altezza della zona compressa.
Nel caso di sezione rettangolare, l'uso del diagramma rettangolare comporta k=0.8 e η=0.4 e dunque è praticamente equivalente al diagramma parabola-rettangolo. Nel caso di sezioni a T, l'ipotesi di trascurare il contributo del calcestruzzo teso fa sì che, quando l'asse neutro attraversa la soletta, la sezione a T inflessa si comporti allo stesso modo di una sezione rettangolare con base uguale alla larghezza della soletta compressa. Quando invece l'asse neutro cade al di sotto del lembo inferiore della soletta, il comportamento cambia e non sono più validi i coefficienti k e η. In questo caso l'utilizzo dello stress block permette di calcolare con facilità le risultanti di compressione nella soletta e nella nervatura. Nel caso interessi solo la soletta, si svolge il calcolo allo stesso modo di una sezione rettangolare utilizzando i coefficienti di cui sopra; nel caso interessi anche la nervatura, si può dividere la risultante di compressione totale nella risultante della soletta e nella risultante della nervatura. Poiché non è noto a priori se lo stress block interessi solamente la soletta o anche la nervatura, si può procedere assumendo in prima approssimazione che esso interessi solamente la soletta, si calcola l'asse neutro corrispondente e si controlla che sia verificata la condizione 0.8x ≤ t. Se questa è soddisfatta, l'asse neutro è corretto e si procede col calcolo del momento resistente; se invece risulta 0.8x > t si ripete il calcolo nell'ipotesi che lo stress block coinvolga anche la nervatura.